# Argel (football)
Pour les articles homonymes, voir Argel (homonymie).
Argélico Fucks, dit Argel, né le 4 septembre 1974, est un footballeur brésilien, reconverti entraîneur.

## Biographie
Argel fait ses débuts au Sport Club Internacional en 1992 et y remporte notamment la Coupe du Brésil. Il est régulièrement sélectionné en équipe du Brésil des moins de 20 ans, notamment pour le championnat d'Amérique du Sud 1992 et pour la Coupe du monde 1993, que le Brésil remporte. Argel fait finalement ses débuts en équipe nationale le 29 mars 1995 face au Honduras. C'est sa seule et unique sélection.
Le défenseur signe en 1996 au Verdy Kawasaki, un des principaux clubs de la J-League. Début 1998 il fait son retour au Brésil, au Santos FC, qui remporte la Copa CONMEBOL cette année-là. En 1999, il est prêté au FC Porto, au Portugal, mais il ne parvient pas à s'imposer dans une équipe qui va remporter le titre national, et retourne dès l'hiver à Palmeiras. Son club remporte notamment la Coupe des champions de football en 2000.
À l'été 2001, il revient en Portugal, au Benfica de Lisbonne cette fois. Titulaire les premières saisons, il y remporte la Coupe du Portugal en 2004. Alors qu'il joue moins, il met fin à son contrat en janvier 2005, quelques mois avant le titre de champion remporté par le club. Il signe au Racing de Santander, mais n'y joue quasiment pas. Après six mois, il fait son retour au Brésil, au Cruzeiro Esporte Clube, puis au Canoas Sport Club. En 2007 il termine sa carrière sur une dernière pige en Chine, au Zhejiang Lucheng.
Devenu entraîneur, il fait ses débuts au Guaratinguetá Futebol de février 2008 à avril 2009. Il signe au Campinense Clube en juin 2009 puis au Criciúma Esporte Clube en avril 2010. Il est nommé en décembre 2010 sur le banc du Guarani Futebol Clube mais ne reste que trois mois en poste. En mai 2012, il est nommé par Figueirense. En septembre 2012, il quitte le club. Il entraine ensuite Avaí Futebol Clube jusqu'à début décembre 2012.

## Palmarès joueur
- Championnat du Portugal : 2005
- Copa Libertadores 2000